# Pasapalabra en familia
Pasapalabra en familia fue un concurso de televisión español emitido entre el 16 de abril y el 14 de junio de 2018 en Telecinco. Se trataba de una derivación del formato Pasapalabra, basado a su vez en el formato original británico «The Alphabet Game», y en él, seis miembros de dos familias intentaban acumular segundos en varias pruebas con palabras, que servirían para tener más tiempo para contestar a todas las definiciones de la prueba final, llamada «el rosco».
Por su parte, del mismo modo que el programa vespertino, el concurso estaba presentado por Christian Gálvez. Sin embargo, esta versión se emitía de lunes a viernes de 13:40 a 15:00h en Telecinco.

## Mecánica
- En cada programa participan dos familias, compuestas cada una por tres personas. La familia que ha ganado el programa anterior forma parte del equipo naranja, mientras que la familia entrante participa en el equipo azul.
- En la parte principal se realizan varias pruebas jugando con palabras acerca de temas actualidad, música e incluso sus dotes de dibujo. El objetivo de estas pruebas es acumular segundos para la prueba final.
- En la parte final, dos de los tres integrantes de cada equipo deberán, por turnos, intentar acertar el máximo número de palabras (de un total de 25) de El Rosco final de Pasapalabra. El equipo que más palabras acierte se llevará 1.200 euros y volverá en el siguiente programa. Si acierta las 25 palabras, se llevará el bote que se irá formando con 6.000 € cada día que alguien no se lo lleve. Si el equipo se lleva el bote, no se llevará el dinero acumulado durante los programas anteriores, en caso de haber acumulado algo.

## Pruebas

### Acumulatorias de segundos
- He dicho: Cada equipo deberá completar una palabra del enunciado de citas célebres de personajes famosos de televisión.
- Palabras cruzadas: Se recupera la prueba de Pasapalabra donde se da una definición y los concursantes tienen que buscar la respuesta correcta, que se encuentra dividida en dos columnas, de forma desordenada.
- ¿Dónde están?: Cada equipo concursará con tiempo limitado sobre un panel con nueve casillas numeradas que ocultan palabras. A medida que los participantes vayan acertando la posición que ocupan en el panel, las palabras quedarán destapadas, pero si fallan todo vuelve a ocultarse y corre el turno.
- ¿Tú que pintas?: Prueba de dibujo en la que un miembro del equipo ilustrará una serie de objetos relacionados con un tema concreto y sus compañeros deberán adivinar lo que ha intentado plasmar en el papel.
- Esto me suena: Ayudados por una jukebox musical que dará hasta cinco pistas, los concursantes deberán adivinar el título de populares canciones.
- La ristra: Prueba de memoria en la que los miembros de cada equipo deberán repetir, sin equivocar el orden, una secuencia de palabras a la que se irán sumando nuevos vocablos con cada turno de respuesta.[4]

### El rosco
En esta prueba participan dos de los tres componentes de cada equipo. Ambos deberán acertar en un tiempo, que serán 85 segundos más los que hayan acumulado durante el programa, 25 palabras del Diccionario de la lengua española de la Real Academia Española o de contenido enciclopédico, cada una con una letra del alfabeto, escuchando de cada una de ellas una definición corta leída por el presentador y teniendo como pista que empieza o contiene la letra en la que se encuentre el concursante en ese momento. Siempre comienza el equipo que más segundos tiene (si hay empate, se favorece al equipo naranja). Los miembros de cada equipo, que responderán medio rosco cada uno (uno de la “A” a la “N” y otro, de la “Ñ” a la “Z”), podrán ir contestando a las definiciones mientras no fallen o pidan pausa diciendo "Pasapalabra", momento en que se mueve el turno a los componentes del otro equipo. Los turnos se irán intercambiando hasta que cada grupo termine el tiempo que tenía asignado. Si alguno de ellos acierta todas las palabras, conseguirá el bote acumulado hasta ese programa. De no ser así, se acumula una cantidad de 6.000 euros al bote, y el equipo que más palabras haya acertado, ganará 1.200 euros y volverá a participar en el siguiente programa. En el caso de que ambos equipos hayan acertado el mismo número de palabras, el ganador será quien menos fallos haya cometido. Si se empatara también a fallos, ambos equipos se repartirían los 1.200 euros (600 euros para cada uno) y volverían a participar en el siguiente programa.

## Equipo
El equipo de Pasapalabra en familia, una producción de Xanela Producciones, está encabezado actualmente por Ángel Baviano, productor ejecutivo; Rafael Guardiola, director; Javier Anel, productor; David Flecha, realizador, y Christian Gálvez, presentador.

### Presentadores
| Presentador      | Duración |
| ---------------- | -------- |
| Christian Gálvez | 2018     |

## Programas
| Programa | Fecha      | Equipo naranja                               | Equipo azul                                            | Bote      | Espectadores | Cuota de pantalla |
| -------- | ---------- | -------------------------------------------- | ------------------------------------------------------ | --------- | ------------ | ----------------- |
| 01       | 16/04/2018 | Familia Herrera: Ana, Paz y Candela          | Familia García: David, Susana y María                  | 6.000 €   | 1.137.000    | 11,9%             |
| 02       | 17/04/2018 | Familia Herrera: Ana, Paz y Candela          | Familia Mangut: Juan, Nacho y Nuria                    | 12.000 €  | 1.034.000    | 11,1%             |
| 03       | 18/04/2018 | Familia Herrera: Ana, Paz y Candela          | Familia Lucía: Laura, José Manuel y Ana                | 18.000 €  | 919.000      | 10,0%             |
| 04       | 19/04/2018 | Familia Herrera: Ana, Paz y Candela          | Familia Lucía: Laura, José Manuel y Ana                | 24.000 €  | 882.000      | 9,6%              |
| 05       | 20/04/2018 | Familia Herrera: Ana, Paz y Candela          | Familia Lucía: Laura, José Manuel y Ana                | 30.000 €  | 965 000      | 10,8%             |
| 06       | 23/04/2018 | Familia Herrera: Ana, Paz y Candela          | Familia Escartín: Laura, Julio y Teresa                | 36.000 €  | 927 000      | 10,0%             |
| 07       | 24/04/2018 | Familia Herrera: Ana, Paz y Candela          | Familia Marcos: Marina, Marco y Paco                   | 42.000 €  | 959.000      | 10,5%             |
| 08       | 25/04/2018 | Familia Herrera: Ana, Paz y Candela          | Familia Fernández: Francisco, Pilar y Queco            | 48.000 €  | 823.000      | 9,0%              |
| 09       | 26/04/2018 | Familia Herrera: Ana, Paz y Candela          | Familia Pinar: Beatriz, Juanma y Víctor                | 54.000 €  | 799.000      | 8,7%              |
| 10       | 27/04/2018 | Familia Herrera: Ana, Paz y Candela          | Familia d'Ivernois: Fiona, Amparo, Ángel               | 60.000 €  | 808.000      | 9,1%              |
| 11       | 30/04/2018 | Familia Herrera: Ana, Paz y Candela          | Familia de Lama: Álex, Luis y Luis                     | 66.000 €  | 851.000      | 8,8%              |
| 12       | 02/05/2018 | Familia Herrera: Ana, Paz y Candela          | Familia Gómez: José María, Miguel Ángel y Miguel Ángel | 72.000 €  | 812.000      | 8,7%              |
| 13       | 03/05/2018 | Familia Herrera: Ana, Paz y Candela          | Familia Sayalero: Ana, Sara y Guillermo                | 78.000 €  | 903.000      | 9,7%              |
| 14       | 04/05/2018 | Familia Herrera: Ana, Paz y Candela          | Familia Saavedra: Pino, Isabel y Nuqui                 | 84.000 €  | 835.000      | 9,1%              |
| 15       | 07/05/2018 | Familia Herrera: Ana, Paz y Candela          | Familia Puerma: Josefo, Carmen y Clara                 | 90.000 €  | 803.000      | 8,7%              |
| 16       | 08/05/2018 | Familia Herrera: Ana, Paz y Candela          | Familia Puertas: Raúl, Héctor y Sergio                 | 96.000 €  | 876.000      | 9,4%              |
| 17       | 09/05/2018 | Familia Herrera: Ana, Paz y Candela          | Familia Santamaría: Javi, Carmelo y Erik               | 102.000 € | 791.000      | 8,4%              |
| 18       | 10/05/2018 | Familia Santamaría: Javi, Carmelo y Erik     | Familia Aguado: Íñigo, Jon y Aitor                     | 108.000 € | 811.000      | 9,0%              |
| 19       | 11/05/2018 | Familia Santamaría: Javi, Carmelo y Erik     | Familia Dávila: Fernando, Javier y Adela               | 114.000 € | 775.000      | 8,9%              |
| 20       | 14/05/2018 | Familia Santamaría: Javi, Carmelo y Erik     | Familia Ruiz: Antonio, Antonio y María del Mar         | 120.000 € | 889.000      | 9,3%              |
| 21       | 15/05/2018 | Familia Santamaría: Javi, Carmelo y Erik     | Familia Rodríguez: Teresa, Alfredo y Marisol           | 126.000 € | 864.000      | 9,4%              |
| 22       | 16/05/2018 | Familia Santamaría: Javi, Carmelo y Erik     | Familia Rodríguez: Teresa, Alfredo y Marisol           | 132.000 € | 796.000      | 8,6%              |
| 23       | 17/05/2018 | Familia Santamaría: Javi, Carmelo y Erik     | Familia Rojo: Susana, Eva y Sara                       | 138.000 € | 751.000      | 8,3%              |
| 24       | 18/05/2018 | Familia Santamaría: Javi, Carmelo y Erik     | Familia Remacha: Aitor, Jorge y Jesús                  | 144.000 € | 886.000      | 9,8%              |
| 25       | 21/05/2018 | Familia Santamaría: Javi, Carmelo y Erik     | Familia Martínez: Teresa, José Ignacio y José          | 150.000 € | 775.000      | 8,0%              |
| 26       | 22/05/2018 | Familia Santamaría: Javi, Carmelo y Erik     | Familia Rosselló: Sabina, Juanjo y Óscar               | 156.000 € | 735.000      | 7,8%              |
| 27       | 23/05/2018 | Familia Santamaría: Javi, Carmelo y Erik     | Familia del Pino: Nereida, Daniel y Laura              | 162.000 € | 815.000      | 8,6%              |
| 28       | 24/05/2018 | Familia del Pino: Nereida, Daniel y Laura    | Familia Usón: Diana, Ana y Guillermo                   | 168.000 € | 795.000      | 8,4%              |
| 29       | 25/05/2018 | Familia del Pino: Nereida, Daniel y Laura    | Familia Medina: Montse, Santi y M.ª Paz                | 174.000 € | 836.000      | 8,7%              |
| 30       | 28/05/2018 | Familia del Pino: Nereida, Daniel y Laura    | Familia Medina: Montse, Santi y M.ª Paz                | 180.000 € | 754.000      | 7,6%              |
| 31       | 29/05/2018 | Familia del Pino: Nereida, Daniel y Laura    | Familia Sosa: Merche, Jorge y Guille                   | 186.000 € | 740.000      | 7,8%              |
| 32       | 30/05/2018 | Familia Sosa: Merche, Jorge y Guille         | Familia Sienes: Rosa, José y Sevan                     | 192.000 € | 769.000      | 8,1%              |
| 33       | 04/06/2018 | Familia Sosa: Merche, Jorge y Guille         | Familia Díaz: Lucía, Óscar y Patricia                  | 198.000 € | 832.000      | 8,0%              |
| 34       | 05/06/2018 | Familia Sosa: Merche, Jorge y Guille         | Familia Zamora: Tere, Isa y Fer                        | 6.000 €   | 837.000      | 8,4%              |
| 35       | 06/06/2018 | Familia Sosa: Merche, Jorge y Guille         | Familia Casermeiro: Berta, Juan Antonio y Claudia      | 12.000 €  | 692.000      | 7,2%              |
| 36       | 07/06/2018 | Familia Sosa: Merche, Jorge y Guille         | Familia Vila: Gemma, Jaume y Roser                     | 18.000 €  | 737.000      | 7,6%              |
| 37       | 08/06/2018 | Familia Sosa: Merche, Jorge y Carlos         | Familia Belinchón: Quini, Inés y Luis                  | 24.000 €  | 728.000      | 7,5%              |
| 38       | 11/06/2018 | Familia Sosa: Merche, Jorge y Carlos         | Familia Herrero: María, Javi y Sabela                  | 30.000 €  | 765.000      | 7,8%              |
| 39       | 12/06/2018 | Familia Sosa: Merche, Jorge y Carlos         | Familia Sánchez: Gloria, Felipe y Juanca               | 36.000 €  | 787.000      | 8,3%              |
| 40       | 13/06/2018 | Familia Sosa: Merche, Jorge y Carlos         | Familia Ameigeiras: Pilar, Cristina y Carlos           | 42.000 €  | 786.000      | 8,2%              |
| 41       | 14/06/2018 | Familia Ameigeiras: Pilar, Cristina y Carlos | Familia Martínez: Teresa, José Ignacio y José          | 48.000 €  | 799.000      | 8,5%              |

     Ganadores del bote
     Ganadores del día
     Máximo de audiencia
     Mínimo de audiencia

## Audiencia media
| Programa               | Episodios | Fecha | Cadena    | Espectadores | Cuota de pantalla |
| ---------------------- | --------- | ----- | --------- | ------------ | ----------------- |
| Pasapalabra en familia | 41        | 2018  | Telecinco | 831.000      | 8,9%              |